# Senhaja de Srair
Senhaja de Srair (sanhaja of srair, sinhaja srir; ISO 639-3: sjs; sinhaja srir), izumrli (?) berberski jezik kojim je govorilo riffsko pleme Senhaja ili Senhadja u sjevernom Maroku, a danas se služe marokanskim arapskim. Najbliži mu je bio tarifit. Prema nekim izvještajima ovaj jezik ipak nije nestao, a Peter Behnstedt to tvrdi i za jezik ghomara. 

## Vanjske poveznice
- Ethnologue (16th)
- Ethnologue (15th)
- Ethnologue (14th)